# Carpinus rankanensis
Carpinus rankanensis ist ein Baum aus der Gattung der Hainbuchen (Carpinus) mit braunen, kahlen Zweigen und entlang der Adern behaarten Laubblättern. Das natürliche Verbreitungsgebiet der Art liegt in Taiwan.

## Beschreibung
Carpinus rankanensis ist ein Baum mit dunkelgrauer Rinde. Die Zweige sind braun und kahl. Die Laubblätter haben einen 5 bis 10 Millimeter langen, kahlen Stiel. Die Blattspreite ist 8 bis 10 Zentimeter lang, 3 bis 4 Zentimeter breit, länglich, eiförmig-länglich oder elliptisch, zugespitzt oder geschwänzt zugespitzt, mit herzförmiger Basis und einem unregelmäßig doppelt borstig gesägten Blattrand. Es werden 20 bis 25 Nervenpaare gebildet. Die Blattoberseite ist entlang der Mittelrippe behaart sonst kahl, die Unterseite ist entlang der Blattadern zottig behaart.
Die weiblichen Blütenstände sind endständig und 10 bis 12 Zentimeter lang. Die Blütenstandsachse ist 2 bis 3 Millimeter lang und feinborstig behaart. Die Tragblätter überlappen sich stark. Sie sind etwa 13 Millimeter lang, 7 Millimeter breit, eiförmig-länglich oder lanzettlich mit spitzem oder zugespitztem Ende und auf der Unterseite bebartet. Der äußere Blattrand ist entfernt gesägt und eingerollt ohne basalem Lappen, der innere Teil ist ganzrandig oder entfernt gesägt, mit einem kleinen, eingerolltem basalem Lappen, der die Nuss einhüllt. Die Blätter haben drei Blattadern erster Ordnung. Die netzartig angeordneten Blattadern sind unscheinbar. Als Früchte werden etwa 3,5 Millimeter lange, längliche oder eiförmige, schwach gerippte Nüsschen gebildet. Carpinus rankanensis blüht von Mai bis Juni, die Früchte reifen von Juli bis August.

## Vorkommen und Standortansprüche
Das natürliche Verbreitungsgebiet liegt auf der Insel Taiwan. Die Art wächst in Mischwäldern in 1000 bis 2000 Metern Höhe.

## Systematik
Carpinus rankanensis ist eine Art aus der Gattung der Hainbuchen (Carpinus). Diese wird in der Familie der Birkengewächse (Betulaceae) der Unterfamilie der Haselnussgewächse (Coryloideae) zugeordnet. Die Art wurde 1916 von Hayata Bunzō erstmals wissenschaftlich beschrieben. Der Gattungsname Carpinus stammt aus dem Lateinischen und wurde schon von den Römern für die Hainbuche verwendet.
Es werden manchmal zwei Varietäten unterschieden:
- Carpinus rankanensis var. matsudae Yamamoto mit lanzettlichen Tragblätter mit zugespitztem Ende und länglicher Nussfrucht.[4]
- Carpinus rankanensis var. rankanensis mit eiförmig-länglichen Tragblättern mit spitzem Ende und eiförmiger Nussfrucht.[5]

## Nachweise